# Bulbophyllum ipanemense
Bulbophyllum ipanemense är en orkidéart som beskrevs av Frederico Carlos Hoehne. Bulbophyllum ipanemense ingår i släktet Bulbophyllum och familjen orkidéer. Inga underarter finns listade i Catalogue of Life.